# Sara (Fleetwood Mac)
Sara è un singolo del gruppo pop/rock britannico Fleetwood Mac, scritto da Stevie Nicks ed estratto dal doppio album Tusk.

## Accuse di plagio
Nel 1980 Stevie Nicks venne accusata di plagio da un cantautore che sosteneva di aver inviato un brano intitolato Sara alla Warner Bros. nel 1978. Stevie Nicks si difese, riuscendo a provare di aver scritto e inciso una versione demo del brano nel luglio 1978.

## Formazione
- Stevie Nicks – voce
- Lindsey Buckingham – chitarra, cori
- Christine McVie – tastiere
- John McVie – basso
- Mick Fleetwood – batteria

## Classifiche
| Classifica (1979-80)             | Posizione massima |
| -------------------------------- | ----------------- |
| Australia                        | 11                |
| Belgio (Fiandre)                 | 14                |
| Canada                           | 12                |
| Canada (Adult Contemporary)      | 3                 |
| Germania                         | 44                |
| Francia                          | 31                |
| Paesi Bassi                      | 14                |
| Nuova Zelanda                    | 12                |
| Sud Africa                       | 18                |
| Regno Unito                      | 37                |
| Stati Uniti                      | 7                 |
| Stati Uniti (Adult Contemporary) | 13                |